# Value Line Composite Index
Le Value Line Composite Index est indice boursier très élargi créé par la société de recherche financière Value Line, qui sert de support à un contrat à terme sur indice boursier du même nom, qui a été lancé sur le Kansas City Board of Trade (KCBT) en 1982, dans une démarche innovatrice de gestion des risques. Cet indice boursier est une moyenne de 1 675 sociétés américaines cotées en bourse, ce qui en fait un des indices boursiers les plus larges au monde.

## Entreprises entrant dans la composition de l'indice
Le nombre total de sociétés dans l'indice est de près de 1 675. Leurs cours sont combinés de deux manières, sous la forme d'une moyenne géométrique et sous la forme d'une moyenne arithmétique.
Toutes les entreprises dans l'indice Composite sont cotées sur l'une des principales bourses énumérées ci-dessous. Le nombre d'entreprises fluctue en fonction de différents facteurs, notamment : l'ajout ou le retrait de la cote des entreprises, les fusions, les acquisitions, les faillites, et les décisions prises par les responsables de l'indice, soucieux de refléter au mieux le marché américain des actions dans sa globalité.
En outre, le nombre de sociétés cotées sur une bourse peut varier, comme une société peut se déplacer d'une bourse à l'autre.
Les bourses sur lesquelles les sociétés membres de l'indice sont cotées sont :
- L'American Stock Exchange
- Le NASDAQ
- La Bourse de New York
- La Bourse de Toronto